# Leroy (Alabama)
Leroy es un lugar designado por el censo ubicado en el condado de Washington en el estado estadounidense de Alabama. En el Censo de 2010 tenía una población de 911 habitantes y una densidad poblacional de 47,24 personas por km².

## Geografía
Leroy se encuentra ubicado en las coordenadas 31°29′42″N 87°58′22″O / 31.49500, -87.97278. Según la Oficina del Censo de los Estados Unidos, Leroy tiene una superficie total de 31.04 km², de la cual 30.85 km² corresponden a tierra firme y (0.61%) 0.19 km² es agua.

## Demografía
Según el censo de 2010, había 911 personas residiendo en Leroy. La densidad de población era de 47,24 hab./km². De los 911 habitantes, Leroy estaba compuesto por el 78.59% blancos, el 20.09% eran afroamericanos, el 0.22% eran amerindios, el 0% eran asiáticos, el 0% eran isleños del Pacífico, el 0.33% eran de otras razas y el 0.77% pertenecían a dos o más razas. Del total de la población el 0.22% eran hispanos o latinos de cualquier raza.